# Ахад Ха'ам
Ашер Цви Хирш Гинсберг (18. август 1856 — 2. јануар 1927), првенствено познат под својим хебрејским именом и презименом Ахад Ха'ам (хебрејски: אחד העם, буквално „један од људи“, књига Постања 26:10), био је хебрејски есејиста и један од најистакнутијих преддржавних ционистичких мислилаца. Познат је као оснивач културног ционизма. Са својом секуларном визијом јеврејског „духовног центра“ у Израелу, супротставио се Теодору Херцлу. За разлику од Херцла, оснивача политичког ционизма, Ха'ам је тежио „јеврејској држави, а не само држави Јевреја."

## Биографија
Ашер Зви Хирш Гинсберг (Ахад Ха'ам) рођен је у Сквири, у Кијевском губернаторству Руске Империје (данашња Украјина) од побожних добростојећих родитеља хасида. Са осам година почео је да се учи руском читању. Његов отац Изаја послао га је у хедер до 12. године. Када је Изаја постао управник великог имања у селу у кијевском округу, преселио је породицу тамо и узео приватне наставнике за свог сина, који је бриљирао на студијама. Гинсберг је био критичан према догматској природи православног јудаизма, али је остао веран свом културном наслеђу, посебно етичким идеалима јудаизма. Оженио се са Ривке са 17 година. Имали су двоје деце, Шлому и Рејчел. 1886. године настанио се у Одеси са родитељима, супругом и децом и ушао у породични посао. 1908. године, након путовања у Палестину, Гинсберг се преселио у Лондон ради управљања канцеларијом компаније Wissotzky Tea. Населио се у Тел Авиву почетком 1922. године, где је служио као члан Извршног комитета градског већа до 1926. Измучен лошим здрављем, Гинсберг је тамо умро 1927.

## Ционистички активизам
У раним тридесетим годинама, Гинсберг се вратио у Одесу где је на њега утицао Леон Пинскер, вођа покрета Хибат Циона (Љубитељи Циона) чији је циљ био насељавање Јевреја у Палестини. За разлику од Пинскера, Гинсберг није веровао у политички ционизам, против којег се борио, „жестином и строгошћу која је загорчала читав тај период“. Уместо тога, поздравио је духовну вредност јеврејске ренесансе у борби против исцрпљујуће фрагментације (хитпардут) у дијаспори, веровао је да окупљање Јевреја у Палестини није одговор. Кибуц галујот био је месијански идеал, а не изводљив савремени пројекат. Прави одговор лежао је у постизању духовног центра, или „централног пребивалишта“, унутар Палестине, центра  Eretz Israel, који би представљао узоран модел за расејани свет Јевреја у емиграцији; духовни фокус за ободни свет јеврејске дијаспоре. Одвојио се од ционистичког покрета након Првог ционистичког конгреса, јер је сматрао да је програм Теодора Херцла непрактичан. Од 1889. до 1906. Гинзберг је цветао као истакнути интелектуалац у ционистичкој политици.

## Путовања у Палестину
Ахад Ха'ам је често путовао у Палестину и објављивао извештаје о напретку тамошњег јеврејског насељавања. Генерално су били суморни. Извештавали су о глади, арапском незадовољству и немирима, незапослености и људима који напуштају Палестину. У есеју убрзо након свог путовања 1891. године у подручје, упозорио је на „велику грешку“, уочљиву међу јеврејским насељеницима, поступања с Фелахином с презиром, у погледу „свих Арапа дивљака пустиње, људима сличним магарцу."
Ахад Ха'ам је први пут путовао у Палестину 1891. године. Путовање је било подстакнуто забринутошћу да су припадници Јафе из Б'нај Мошеа лоше управљали куповином земље за будуће имигранте и доприносили растућим ценама земљишта. Његова репутација главног унутрашњег критичара ционизма вуче корене из есеја A Truth from Eretz Yisrael објављеног у брошури недуго након посете 1891. године.

1891. године Ахад Ха'ам је написао о својим перцепцијама Палестине:
"Ми који живимо у иностранству навикли смо да верујемо да је готово сав Ерец Јизраел сада ненасељена пустиња и ко жели може тамо да купи земљу по својој вољи. Али то није истина. Веома је тешко наћи у обрађеној земљи поља која се не користе за садњу. Само она песковита поља или камене планине која би захтевала улагање тешког рада и велике трошкове да би била добра за садњу остају необрађена, а то је зато што Арапи не воле превише радити у садашњости за далеку будућност. Стога је врло тешко наћи добру земљу за стоку. И не само сељаци, већ и богати земљопоседници, не продају тако добру земљу... Ми који живимо у иностранству навикли смо да верујемо да су Арапи сви дивљи пустињски људи који попут магараца нити виде нити разумеју шта се око њих догађа. Али ово је тешка грешка. Арапин је, као и сви Семити, оштрог ума и оштроуман. Сва сиријска насеља и Ерец Јизраел пуни су арапских трговаца који знају како да експлоатишу масе и воде евиденцију свих са којима имају посла - исто као у Европи. Арапи, посебно урбана елита, виде и разумеју шта радимо и шта желимо да радимо на копну, али они ћуте и праве се да ништа не примећују. За сада они не сматрају наше поступке као да представљају будућу опасност за њих... Али, ако дође време да се живот наших људи у Ерец Јизраелу развије до тачке у којој заузимамо њихово место, било мало или значајно, староседеоци неће тако лако одступити.
У својој књизи Wrestling with Zion упозорава Јевреје:
„да не изазивамо бес домаћих људи чинећи им лоше... треба да будемо опрезни у односима са страним народом међу којима смо се вратили да живимо, да се према тим људима односимо с љубављу и поштовањем и, непотребно је рећи, са правдом и добрим судом. А шта наша браћа раде? Управо супротно! Били су робови у својој дијаспори и одједном су се нашли с неограниченом слободом, дивљом слободом коју само држава попут Турске [Османског царства] може понудити. Ова изненадна промена им је усадила деспотске тенденције, као што се увек догађа бившим робовима ['eved ki yimlokh - када роб постане краљ - Пословице 30:22]. Они се непријатељски и окрутно обрачунавају са Арапима, неправедно им сметају, срамотно их туку и за то немају довољан разлог, па чак се и хвале својим поступцима. Поплаву нико не може зауставити и ову презирну и опасну тенденцију. Наша браћа су заиста била у праву када су рекли да Арапин поштује само онога ко показује храброст. Али када ти људи осете да је закон на страни њиховог супарника и, чак штовише, ако с правом мисле да су поступци њиховог супарника неправедни и угњетавајући, онда, чак и ако шуте и бескрајно суздржани, свој бес задржавају у свом срца. И ти људи ће бити освећени као нико други.“
Ахад Ха'ам је веровао да ционизам мора постепено доводити Јевреје у Палестину, истовремено претварајући га у културни центар. У исто време, на ционизму је био задатак да подстакне оживљавање јеврејског националног живота у дијаспори. Тек тада би јеврејски народ био довољно јак да преузме плашт изградње националне државе. Није веровао да ће сиромашни досељеници његовог доба икада изградити јеврејску домовину. Покрет Ховевај Цион, чији је члан био, видео је као неуспех, јер су нова села зависила од велике помоћи спољних доброчинитеља.

## Новинарска каријера
1896. године Ахад Хаам је основао 'јеврејски месечник Ха-Шилоах, водећи књижевни часопис на хебрејском језику почетком двадесетог века. У Варшави га је објавио Ахиасаф. То је било средство за промоцију јеврејског национализма и платформа за дискусију о прошлим и садашњим питањима релевантним за јудаизам.

## Значај хебрејске и јеврејске културе
Идеје Ахад Ха'ама биле су популарне у врло тешком времену за ционизам, почев од неуспеха прве Алије. Његов јединствени допринос био је да нагласи важност оживљавања хебрејске и јеврејске културе како у Палестини, тако и широм дијаспоре, нешто што је препознато само са закашњењем, када је постало део ционистичког програма након 1898. Херцл није имао много користи од хебрејског и многи су желели да немачки језик буде језик јеврејске државе. Ахад Ха'ам је играо важну улогу у оживљавању хебрејског језика и јеврејске културе и у учвршћивању везе између предложене јеврејске државе и хебрејске културе.

## Политички утицај
Утицај Ахада Ха'ама на политичком пољу може се приписати његовој харизматичној личности и духовном ауторитету, а не службеним функцијама. За „Демократску фракцију“, странку која је заговарала културни ционизам (основао је 1901. године Хаим Вајцман), он је служио „као симбол за културњаке покрета, најскладнији тотем фракције. Међутим, он није - сигурно није био у оној мери којој ће се чланови ове групе, посебно Хаим Вајцман, касније борити - њен главни идеолошки утицај."
Ахад Ха'ам је био талентовани преговарач. У овој улози био је ангажован током „језичке полемике“ која је пратила оснивање Хаифа Техникума (данас: Технион) и у преговорима који су кулминирали Балфоровом декларацијом.

## Оставштина и комеморација
Многи градови у Израелу имају улице назване по Ахад Ха'аму. У Петах Тикви постоји средња школа названа по њему, Средња школа Ахад Ха'ам. Такође постоји соба која је по њему названа у библиотеци Беит Ариела, Соба Ахад Ха'ама.

## Објављена дела
- Ten Essays on Zionism and Judaism. ISBN 0-405-05267-7., Translated from the Hebrew by Leon Simon, Arno Press, 1973 (reprint of 1922 ed.).
- Essays, Letters, Memoirs, Translated from the Hebrew and edited by Leon Simon. East and West Library, 1946.
- Selected Essays, Translated from the Hebrew by Leon Simon. The Jewish Publication Society of America, 1912.
- Nationalism and the Jewish Ethic; Basic Writings of Ahad Ha'am, Edited and Introduced by Hans Kohn. Schocken Books, 1962